# Uesugi Tomosada
Uesugi Tomosada est un nom japonais traditionnel ; le nom de famille (ou le nom d'école), Uesugi, précède donc le prénom (ou le nom d'artiste).
Uesugi Tomosada (上杉朝定, 1525-19 mai 1546), aussi appelé « Ōgigayatsu Tomosada » (扇ヶ谷朝定), est un commandant samouraï de la branche Ōgigayatsu du clan Uesugi au milieu de l'époque Sengoku de l'histoire du Japon.

Emblème (mon) du clan Uesugi.

Fils ainé légitime de Uesugi Tomooki de la branche Ōgigayatsu, à la suite du décès de son père en 1537, bien qu'encore enfant, Tomosada mène une attaque conte le clan Go-Hōjō du district de Tachibana de la province de Musashi. Il s'installe au Kandai-ji (temple bouddhiste) qu'il fortifie comme un château. Hōjō Ujitsuna s'empare cependant peu après du château de Kawagoe alors aux mains de Uesugi Tomonari, l'oncle de Tomosada.
À la bataille de Kawagoe de 1546, Tomosada fait alliance avec Ashikaga Haruuji et Uesugi Norimasa de Yamauchi contre Hōjō Ujiyasu. Il est tué au cours de la bataille et la tentative pour reprendre le château an nom des Uesugi est un échec.
La mort de Tomosada entraîne la fin de la branche Ōgigayatsu.

## Source de la traduction
- (en) Cet article est partiellement ou en totalité issu de l’article de Wikipédia en anglais intitulé « Uesugi Tomosada (16th century) » (voir la liste des auteurs).